# 스파게티 하우스 포위
스파게티 하우스 포위(Spaghetti House siege)는 1975년 9월 28일부터 10월 3일 사이에 일어났다. 런던 나이츠브리지에 있는 스파게티 하우스 레스토랑을 강도로 시도한 사건이 잘못되었고 경찰이 신속하게 현장에 출동했다. 세 명의 강도는 직원들을 창고로 끌고 내려가 바리케이드를 쳤다. 그들은 6일 후에 인질들을 모두 무사히 석방했다. 총잡이 중 두 명이 스스로를 포기했다. 주역 프랭클린 데이비스는 위장에 총을 맞았다. 세 사람 모두 공범자 두 명과 마찬가지로 나중에 투옥되었다.
강도 3명은 블랙 파워(흑인해방단체)에 연루돼 있었으며, 정치적인 이유로 행동했다고 일관되게 주장했다. 경찰은 이들의 말을 믿지 않았고, 이는 정치적 행위가 아닌 범죄 행위라고 밝혔다.
경찰은 실시간 감시를 위해 광섬유 카메라 기술을 사용했으며 시청각 출력을 통해 무장괴한의 행동과 대화를 모니터링했다. 피드는 남성의 정신 상태와 진행 중인 협상을 가장 잘 관리하는 방법에 대해 경찰에 조언한 법의학 정신과 의사가 감시했다.